# Hans Kronberger
Johann (Hans) Kronberger (ur. 9 maja 1951 w Hall bei Admont, zm. 14 lipca 2018 w Wiedniu) – austriacki publicysta i polityk, od 1996 do 2004 poseł do Parlamentu Europejskiego.

## Życiorys
W latach 1970–1979 studiował m.in. dziennikarstwo na Uniwersytecie Wiedeńskim, uzyskał stopień doktora filologii. Przez trzy lata był redaktorem magazynu "Extrablatt". W 1981 został wykładowcą dziennikarstwa na Uniwersytecie w Salzburgu. W latach 1982–1996 pracował także jako dziennikarz w mediach publicznych ORF.
W 1996 i 1999 z listy Wolnościowej Partii Austrii (FPÖ) był wybierany do Parlamentu Europejskiego. Był deputowanym niezrzeszonym, pracował m.in. w Komisji Ochrony Środowiska, Zdrowia i Ochrony Konsumentów. W PE zasiadał do 2004. Później obejmował kierownicze stanowisko w instytucjach i przedsiębiorstwach prywatnych, m.in. z branży energii odnawialnej. W 2008 został prezesem krajowego zrzeszenia firm przemysłu fotowoltaicznego.

## Wybrane publikacje
- Der Sanfte Weg – Österreichs Weg zum Umstieg auf Sonnenenergie, Uranus 1997, ISBN 3-900466-56-4
- Auf der Spur des Wasserrätsels, Uranus 1997, ISBN 3-901626-01-8
- Blut für Öl, Uranus 1998, ISBN 3-901626-08-5
- Brüssel frontal, Uranus Verlag 2004, ISBN 3-901626-39-5[3]